# 泰勒·威爾遜
泰勒·威爾遜（英語：Taylor Wilson，1994年5月7日—），生於美國阿肯色州，核子物理學者。2008年，在他14歲時，製造出一台Fusor，促發核融合反應。在2008年至2014年間，他被稱為最年輕製造出核融合反應的人，直到2014年傑米·愛德華茲（Jamie Edwards）宣稱打破他的記錄為止。

## 生平
泰勒·威爾遜出生在阿肯色州，後隨家人移居到內華達州雷諾。他的父親擁有一間可口可樂裝瓶工廠，母親是一位瑜伽教師。在10歲時，他開始對火箭及太空科學感到興趣，後來他的興趣轉移到核子物理方面。在高中時，他進入一間公立高中，內華達戴維森學院（Davidson Academy of Nevada）。同時，他也在內華達大學雷諾分校學習核子物理，在這間大學中，校方給他一間實驗室，可以用來實作核融合裝置。
2008年，為了驗證他學到的核融合知識，泰勒·威爾遜開始製造一台使用惯性静电约束來促發核融合反應的機器。這種機器是Fusor的變種之一。在機器中，氘離子與氘離子融合後產生中子流，他利用這個中子流來進行核子實驗。
2010年，獲選進入英特爾國際科技展覽會。
2011年，再度獲選進入英特爾國際科技展覽會。
2012年3月，至TED Talk發表演說，介紹他製造Fusor的過程、收獲，以及現在正進行的研究工作。6月，獲得泰爾獎學金（Thiel Fellowship）。這筆獎學金共10萬美元，用來資助他暫時離開大學兩年，從事其他的研究工作。

## 外部連結
- 官方网站
- March 2012 TED Talk by Taylor Wilson （页面存档备份，存于）